# Composition
Composition è il terzo album registrato in studio da Stephen Schlaks.
Orchestra diretta e arrangiamenti realizzati da Danilo Vaona.

## Tracce
1. Composition In Venice -
2. Twuenty Ninety-Five -
3. She's Breaking My Heart -
4. Shooting Star -
5. To Reach For You -
6. Now I Found The Way Into Your Heart (The Dance Of Life) -
7. Pretty Asian Princess -
8. Return Of The Sugar Plum Fairies -